# 錶之銀河
錶之銀河（英語：Galaxy Patch，來港前稱），是一匹在澳洲和香港出賽的賽駒，為2023/2024馬季最佳四歲馬，來港後練馬師是伍鵬志。

## 簡介
來港前馬名為的「錶之銀河」週歲時於2021年Magic Millions Adelaide Yearling Sale以50,000澳元成交，在澳洲由郭朗堅及Niki O'Shea訓練，曾出賽一場3歲及以上從未勝出馬賽，一出即勝。其後，「錶之銀河」被運來香港服役，加盟伍鵬志馬房。
2023年10月1日，「錶之銀河」於香港首次出賽便一出即勝，打開其在港的勝利之門。
2024年3月10日，田泰安策騎「錶之銀河」出戰國際一級賽女皇銀禧紀念盃，不敵「加州星球」，取得第二名。
2024年3月24日，薛恩策騎「錶之銀河」出戰四歲系列賽尾關香港打吡大賽，取得第二名。
2024年6月2日，何澤堯策騎「錶之銀河」勝出國際三級賽獅子山錦標，使得「錶之銀河」於季內取得第五捷。賽事中，「錶之銀河」在最後直路上灑開大步衝刺並沿欄竄上，盡展本身濃烈鬥心及膽識，以馬鼻位之先在終點前及時趕過沿途領放的「禪勝輝煌」。賽後，何澤堯說道：「牠值得奪下這場勝仗，賽事跑至最後階段看來有點驚險，因為我須轉換跑線，移至希威森（及『禪勝輝煌』）的內側推進，當我上前之際『禪勝輝煌』卻隨即內閃，這稍為影響了我駒的衝刺力度及節奏。我一向對『錶之銀河』滿抱信心，牠曾在一級賽交出悅目表現，只是不敵『金鎗六十』及其他對手，該仗受天雨影響的場地亦不合其發揮。」練馬師伍鵬志說道：「我尚未知道牠將來可達至何等實力及成就，但我肯定牠會成為一匹頂級佳駟。此駒極具鬥心，牠今仗成功克服自內欄窄位推進的不利形勢，牠最終仍能獲勝，這確值得一讚。牠是匹與別不同的良駒，牠能夠以這種驕人的姿態獲勝，何澤堯亦一樣，當然他亦具充足鞍上經驗做到這一點。」
2024年6月23日，何澤堯策騎「錶之銀河」勝出國際三級賽精英碟，使得「錶之銀河」於季內取得第六捷。賽後，何澤堯說道：「『錶之銀河』確是一匹明日之星，潛質相當優厚，我認為牠是今仗參賽馬中最優秀的一駒，亦因此牠才能以如此出色的姿態勝出賽事。今日牠自第十檔起步，我們賽前只想牠沿途能穩定走勢，雖然牠在首四百米處跑來仍有點搶口，但之後在轉直路彎前，牠已能夠放鬆下來。陣上我只需花一些時間令牠逐步上前，並於適當時機催策牠加速衝刺，牠實在是一匹相當出色的好馬。我亦多謝伍鵬志馬房團隊的支持及信任，能夥拍像『錶之銀河』般的佳駟，確是最好不過。」練馬師伍鵬志說道：「『錶之銀河』今仗能從一個看似不可能的位置後發先至贏馬，而牠由短途到現時跑1800米也能贏馬，其間更能在2000米賽事跑獲亞軍，實屬難能可貴。牠確是一匹全才馬，亦是一匹典型澳洲賽駒，最初由短途開始，之後循序漸進增程角逐。今日於入閘前所見，牠今日已表現得更加成熟，希望牠下季能更成熟進步。毫無疑問我們將會以各項大賽為目標，且看之後的賽程如何。」
2024年7月12日，「錶之銀河」當選2023/2024馬季最佳四歲馬。
2024年10月13日，何澤堯策騎「錶之銀河」勝出國際二級賽沙田錦標。賽後，何澤堯說道：「此駒（『錶之銀河』）才華洋溢，我認為牠是一匹明日之星。現時馬兒只得七成狀態，觀乎此駒上季的賽績，牠今日應可以更輕鬆的姿態奪標，今日馬兒在末段灑開大步衝刺上前，已足以將一眾對手擊破。牠（『錶之銀河』）是一匹有機會從『金鎗六十』手上接過一哩途程組別領導地位的佳駟。此駒仍在進步中，當牠穩定走勢放鬆下來，便可在賽事沿途留力，另外牠亦擁有強勁加速力。現時仍處季初時間，這只是牠今季的首場賽事，牠的備戰工作及進度看來十分理想。」練馬師伍鵬志說道：「牠是一匹每一位練馬師都夢寐以求，希望可以訓練的良駒。我們十分滿意馬兒的表現。賽前牠曾四度試閘，我們只想牠在賽事中穩定走勢，今日馬兒能夠做到這一點。當然此駒現時狀態仍未處大勇之境，賽前我們嘗試讓牠有足夠狀態應付今日的賽事，而牠亦能完成任務。以牠的步幅來看，馬兒看來已比上季更進一步。以牠沿途走勢而言，牠看來已更加成熟，顯得快慢由人，若牠賽前在亮相圈可以表現得更為放鬆，那我便會更加高興。此駒當然擁有優厚潛質，一切在於我們如何協助牠達至更高層次。我們每一仗都會盡力而為，希望牠的實力可以達至更高水平。」

## 在港勝出賽事全紀錄
| 比賽日期   | 賽事名稱            | 賽事班次 | 賽道 | 賽事路程 | 比賽馬場 | 名次 | 完成時間 | 騎師   |
| ---------- | ------------------- | -------- | ---- | -------- | -------- | ---- | -------- | ------ |
| 01/10/2023 | 上海讓賽            | 第三班   | 草地 | 1200米   | 沙田馬場 | 1    | 1:09.16  | 田泰安 |
| 19/11/2023 | 中銀香港BOC PAY讓賽 | 第三班   | 草地 | 1200米   | 沙田馬場 | 1    | 1:08.65  | 田泰安 |
| 10/12/2023 | 龍王讓賽            | 第三班   | 草地 | 1200米   | 沙田馬場 | 1    | 1:09.08  | 田泰安 |
| 13/01/2024 | 博愛盃（讓賽）      | 第二班   | 草地 | 1200米   | 沙田馬場 | 1    | 1:08.68  | 田泰安 |
| 02/06/2024 | 獅子山錦標（讓賽）  | G3       | 草地 | 1600米   | 沙田馬場 | 1    | 1:33.93  | 何澤堯 |
| 23/06/2024 | 精英碟（讓賽）      | G3       | 草地 | 1800米   | 沙田馬場 | 1    | 1:48.64  | 何澤堯 |
| 13/10/2024 | 沙田錦標（讓賽）    | G2       | 草地 | 1600米   | 沙田馬場 | 1    | 1:33.49  | 何澤堯 |

## 在港一級賽出賽全紀錄
| 比賽日期   | 賽事名稱           | 賽事班次 | 賽道 | 賽事路程 | 比賽馬場 | 名次 | 完成時間 | 騎師   |
| ---------- | ------------------ | -------- | ---- | -------- | -------- | ---- | -------- | ------ |
| 10/03/2024 | 女皇銀禧紀念盃     | G1       | 草地 | 1400米   | 沙田馬場 | 2    | 1:22.34  | 田泰安 |
| 28/04/2024 | 富衛保險冠軍一哩賽 | G1       | 草地 | 1600米   | 沙田馬場 | 5    | 1:35.28  | 薛恩   |
| 08/12/2024 | 浪琴香港一哩錦標   | G1       | 草地 | 1600米   | 沙田馬場 | 7    | 1:33.70  | 何澤堯 |
| 19/01/2025 | 董事盃             | G1       | 草地 | 1600米   | 沙田馬場 | 2    | 1:33.91  | 薛恩   |
| 23/02/2025 | 香港金盃           | G1       | 草地 | 2000米   | 沙田馬場 | 8    | 2:01.63  | 薛恩   |
| 27/04/2025 | 富衛保險冠軍一哩賽 | G1       | 草地 | 1600米   | 沙田馬場 | 5    | 1:33.43  | 潘頓   |

## 外部連結
- . 2024-06-02  [2024-06-02]. （原始内容存档于2024-06-15）.
- . 2024-06-23  [2024-06-23]. （原始内容存档于2024-06-26）.
- . 2024-10-13  [2024-10-13].